# Anthony Bevilacqua
Anthony Joseph Bevilacqua (ur. 17 czerwca 1923 w Brooklynie, Nowy Jork, zm. 31 stycznia 2012 w Wynnewood) – amerykański duchowny katolicki, arcybiskup Filadelfii, kardynał.

## Życiorys
Pochodzi z rodziny emigrantów włoskich. Kształcił się w Kolegium Katedralnym w Brooklynie i w Seminarium Niepokalanego Poczęcia w Huntington; przyjął święcenia kapłańskie 11 czerwca 1949 w Brooklynie. Uzupełniał w późniejszym okresie studia w Rzymie (doktorat z prawa kanonicznego na Papieskim Uniwersytecie Gregoriańskim), Nowym Jorku (nauki polityczne na Columbia University) i Queens (doktorat prawa w St. John’s University). Pracował jako duszpasterz w diecezji Brooklyn, wykładał w miejscowym seminarium, był wicekanclerzem i kanclerzem (1976–1980) kurii diecezjalnej, oficjałem (przewodniczącym) trybunału biskupiego, założył katolickie biuro ds. migrantów i uchodźców. Od 1977 prowadził zajęcia na St. John’s University w Queens.
4 października 1980 został mianowany biskupem pomocniczym Brooklynu, ze stolicą tytularną Aquae Albae in Bizacena; sakry biskupiej udzielił mu 24 listopada 1980 biskup Brooklynu Francis J. Mugavero. W październiku 1983 Bevilacqua przeszedł na stolicę biskupią Pittsburgh. W lutym 1988 został mianowany arcybiskupem Filadelfii. Przeprowadził reformę administracyjną archidiecezji, kładł nacisk na bliskie kontakty duchowieństwa (także biskupów) z wiernymi.
W czerwcu 1991 Jan Paweł II wyniósł go do godności kardynalskiej, nadając tytuł prezbitera Santissimo Redentore e Sant’Alfonso in Via Merulana. Kardynał Bevilacqua reprezentował papieża (jako specjalny wysłannik) m.in. na V Narodowym Kongresie Eucharystycznym Filipin w Manili w styczniu 1997, brał również udział w sesjach Światowego Synodu Biskupów w Watykanie (m.in. w sesji specjalnej poświęconej Kościołowi w Ameryce w listopadzie i grudniu 1997).
W czerwcu 2003 ukończył 80 lat i utracił prawo udziału w konklawe. Miesiąc później został zwolniony z obowiązków arcybiskupa Filadelfii ze względu na podeszły wiek, ale stał jeszcze na czele archidiecezji do października 2003 jako administrator apostolski; zastąpił go kardynał Justin Francis Rigali.